# Altenburg (Blankenheimerdorf)

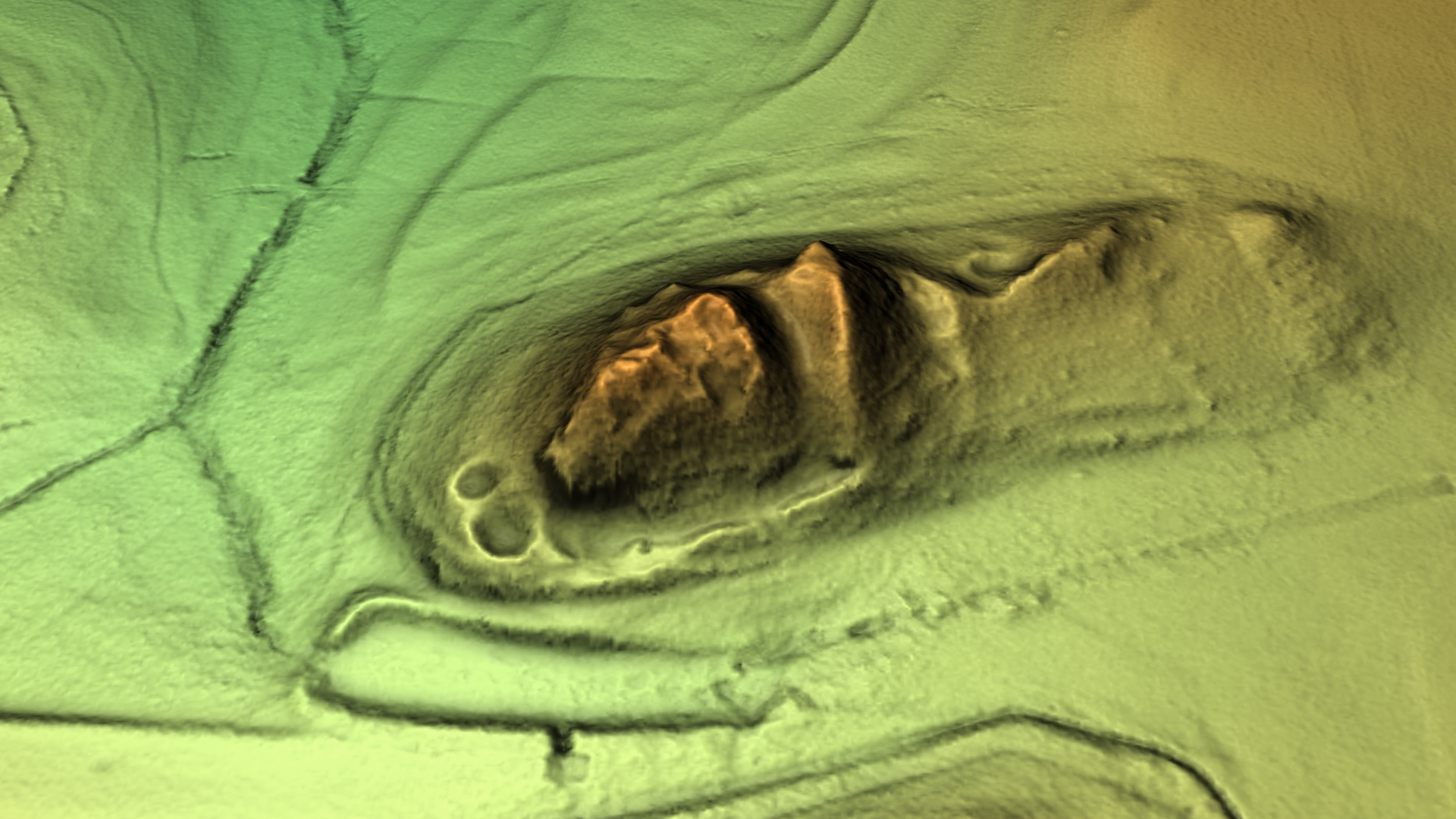
3D-Ansicht des digitalen Geländemodells

Die Altenburg war eine mittelalterliche Niederungsburg vom Typus einer Turmhügelburg (Motte) am Ortsrand von  Blankenheimerdorf, einem Ortsteil von Blankenheim in Nordrhein-Westfalen.
Die untergegangene Burg lag in einer sumpfigen Talaue. In ihr erhebt sich ein bis 25 m hoher, etwa 100 m langer Felsblock. Der Felsen wurde wahrscheinlich schon im 10. Jahrhundert für die Aufnahme einer Burg hergerichtet, denn die Seiten sind künstlich abgesteilt worden. Bewohnt war die Altenburg, die ursprünglich dem Schutz von Blankenheim dienen sollte, nachweislich vom 13. bis zum 15. Jahrhundert. Ein Ministerialengeschlecht ist noch bis zum 17. Jahrhundert aktenkundig.
Der Graben ist im Ostteil der Anlage noch sichtbar. Der eigentliche Burghügel ist heute von Schutt bedeckt. Die Fundamente eines großen Gebäudes lassen auf einen wehrhaften Palas schließen. Auf der höheren Erhebung wird ein Turm gestanden haben. Diese Hauptburg ist mit einer Ringmauer umgeben gewesen, die fast vollständig abgestürzt ist.
Da die Burg zwar als uneinnehmbar angesehen werden konnte, aber nicht erweitert werden konnte, bauten die Edelherren eine neue Burg in Blankenheim.